# Космос-97
Космос-97 — советский малый научно-исследовательский спутник серии космических аппаратов «Космос». КА типа «ДС-У2-М» (сер. № 1) разработан Конструкторским бюро «Южное» и предназначен для различных исследований в области физики. Был запущен 26 ноября 1965 с космодрома Капустин Яр со стартового комплекса № 86/1 ракетой-носителем «Космос 63С1М».

## Первоначальные орбитальные данные спутника
- Перигей (км) — 220
- Апогей (км) — 2100
- Период обращения вокруг Земли (мин.) — 108,3
- Угол наклона плоскости орбиты к плоскости экватора Земли — 49°

## Параметры спутника
- Длина спутника — 2400 мм
- Диаметр спутника — 2300 мм
- Масса — 230 кг
- Масса научных приборов — 30 кг

## Аппаратура, установленная на спутнике
На Космосе-97 впервые в СССР был установлен молекулярный генератор для измерения стабильности и гравитационного сдвига его частоты для проверки общей теории относительности в космическом полете. Конструкция генератора претерпела значительные изменения по сравнению с земными аналогами. Установка размещалась снаружи корпуса и использовало космический вакуум. Рабочее вещество генератора — аммиак. Для регуляции потока аммиака использовалось специальное молекулярное сито.